# Wyższa Szkoła Medyczna w Białymstoku
Wyższa Szkoła Medyczna w Białymstoku (do 1 stycznia 2012 r. Wyższa Szkoła Kosmetologii i Ochrony Zdrowia w Białymstoku) – niepubliczna szkoła wyższa o profilu medycznym powstała 2003 roku.

## Kierunki kształcenia
Uczelnia daje możliwość kształcenia na pięciu kierunkach I i II stopnia.
- Biotechnologia
- Fizjoterapia
- Kosmetologia
- Pielęgniarstwo
- Ratownictwo medyczne

Dodatkowo studenci mają możliwość kształcenia na studiach podyplomowych.